# Костиря Артем Петрович
Артем Петрович Костиря (нар. 16 червня 1984, Херсонська область — пом. 13 липня 2024, сел. Буди, Харківський район, Харківська область) — український рятувальник, підполковник служби цивільного захисту, начальник Харківського районного управління Головного Управління Державної служби України з надзвичайних ситуацій у Харківській області, Герой України (2024, посмертно).

## Біографія
Артем Костиря народився 16 червня 1984 року на Херсонщині.
У 2008 році закінчив факультет пожежної безпеки Національного університету цивільного захисту України (м. Харків).
З 2005 року працював у Державній службі України з надзвичайних ситуацій. Спочатку у підрозділах Харківського гарнізону, де став молодшим інспектором Ленінського (тепер — Холодногірського району) м. Харкова. Згодом працював в інспекції. З 2011 року перейшов до підрозділів Харківського району.
Станом на 2017 рік був начальником відділу запобігання надзвичайним ситуаціям Харківського районного управління ГУ Державної служби України з надзвичайних ситуацій у Харківській області. На цій посаді перебував до свого призначення у квітні 2024 року начальником Харківського районного управління Головного Управління Державної служби України з надзвичайних ситуацій у Харківській області.
Під час повномасштабного російського вторгнення до України Артем Костиря виїжджав на місця російських обстрілів, ліквідацію їх наслідків, ліквідацію пожеж та працював разом зі своїми підлеглими.
Артем Костиря загинув 13 липня 2024 року під час гасіння пожежі після російського ракетного удару «Іскандером» по залізничній станції Буди у селищі Буди Харківського району Харківської області через повторний ракетний удар ще одним «Іскандером». Після надходження інформації про повторний ракетний удар він вивів особовий склад до укриття та займався убезпеченням місцевих мешканців. Під час повторного ракетного удару він перебував майже біля місця влучання ракети та загинув на місці разом з поліцейським патрульної поліції Олексієм Кощієм.
Співчуття через загибель Артема Костирі висловив Харківський міський голова Ігор Терехов, керівники Південноміської та Циркунівської громад.

## Нагороди
- Звання Герой України з удостоєнням ордена «Золота Зірка» (16 вересня 2024, посмертно) — за особисту мужність і героїзм, виявлені у захисті державного суверенітету та територіальної цілісності України, самовіддане служіння Українському народові[13]